# 霍爾特冰原島峰 (帕爾默地)
74°50′S 73°56′W / 74.833°S 73.933°W
霍爾特冰原島峰（英語：Holtet Nunatak）是南極洲的冰原島峰，位於帕爾默地，處於格羅森巴赫冰原島峰東北面4公里，屬於萊昂冰原島峰的一部分，海拔高度約1,300米，美國地質調查局根據測量和該國海軍的空中照片繪入地圖，現時由南極條約體系管理。